# 蛍雪の功

蛍雪の功（けいせつのこう）は、古代中国からの成語。

## 概要
苦労して勉学に励んで、その成果を出すということを意味する。

### 由来
この言葉は中国の書物である『蒙求』が由来である。それには、4世紀頃の東晋王朝の時代の中国には、車胤と孫康という2人の貧しい青年がおり、この2人は官僚である官吏を目指して勉学に励んでいた。だが夜に勉強するための灯火に使う油を買う金も無かったため、車胤は夏の夜に蛍を何匹も捕まえて絹の袋に入れ、孫康は冬の夜に窓辺に雪を積み上げて雪の反射を利用するという明かりで勉学を続けていた。このような努力の結果、2人とも高級官僚までに出世することができたのであった。日本の学校の卒業式で歌われる蛍の光の歌詞は、この逸話が由来である。